# Ботанический сад Пятигорского медико-фармацевтического института
Ботанический сад Пятигорского медико-фармацевтического института — ботанический сад России с экспозицией различных растений. Расположен в западной части города Пятигорска на улице Ботанический спуск на левом берегу речки Подкумок. Объект историко-культурного и природного наследия — памятник природы. Структурное подразделение Пятигорского медико-фармацевтического института.
В саду представлено более 1500 видов и сортов различных представителей флоры.

## История и работа сада
Одним из старейших научных центров на Северном Кавказе является Ботанический сад Пятигорского фармацевтического института. В 1946 году по предложению ректора института, доцента Ф. В. Иванова ботанический сад лекарственных растений был основан. На участке земли около 6 гектар на левом берегу речки Подкумок, по проекту архитектора города и с участием учёного Б. А. Алексеева, расположился данный объект. В 1949 году этот ботанический сад стал научно-исследовательской базой для учебных работ студентов, сотрудников и аспирантов ВУЗа. За долгие годы труда объёмы и состав коллекций растений изменялись. В 1960-е и 70-е годы она была представлена наиболее широко.
Экспедиции по Кавказу, Средней Азии, Алтаю, Закавказью, Дальнему Востоку позволяли привозить и дополнять коллекции ботанического сада. Постоянно производился обмен фондами с другими ботаническими садами. В 1980-е годы аспирантами из Бангладеш, Конго, Берега Слоновой Кости, Вьетнама были привезены и многие виды иноземных растений. Сад участвует в Международных программах по сохранению видового разнообразия растений.
В 2010 году сюда привлечено более 60 видов образцов древесных и травянистых растений, имеющих декоративную, лекарственную и пищевую ценность. В настоящее время в ботаническом саду представлено 870 видов и культиваров сосудистых растений.

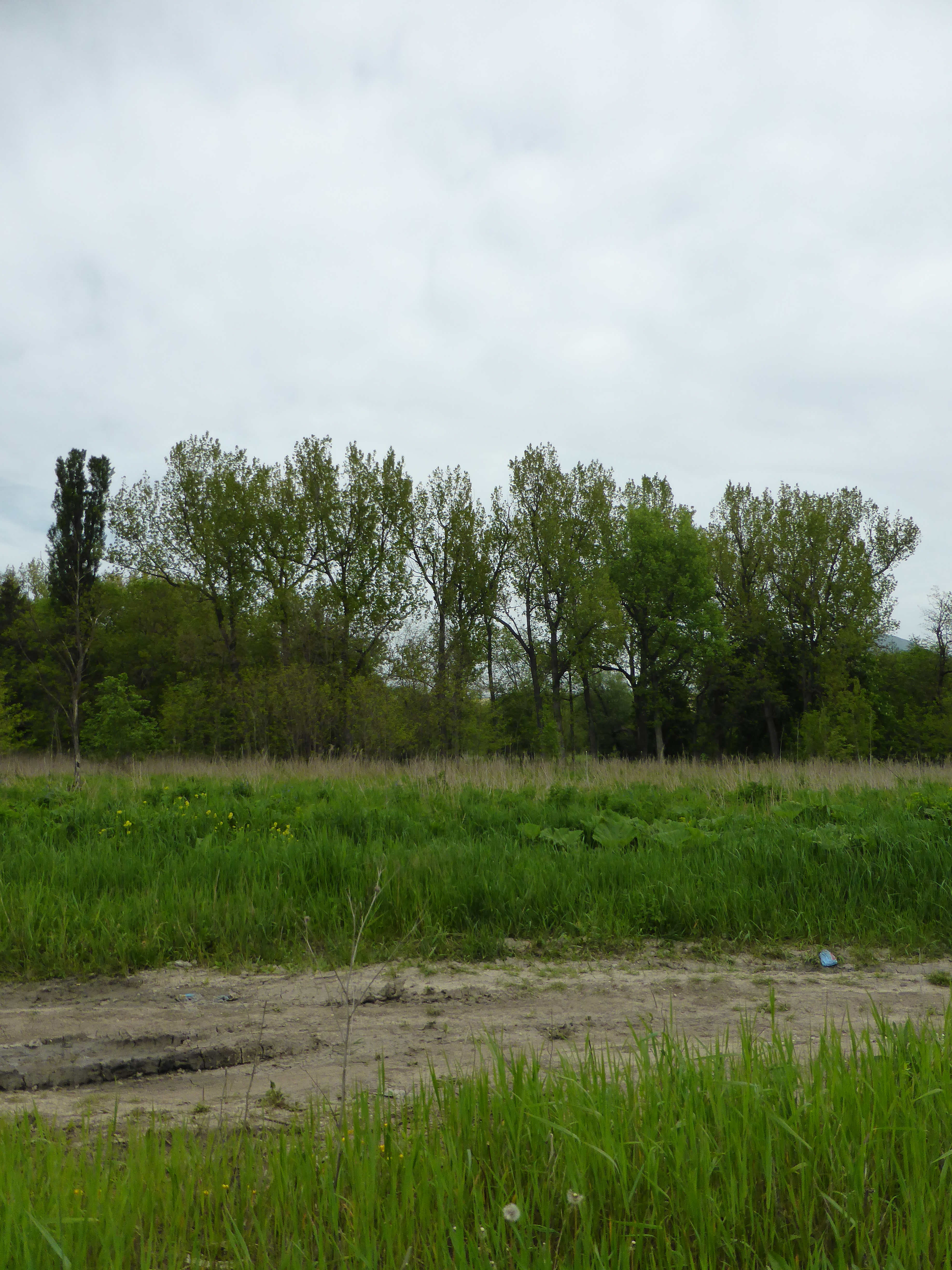
Поляна

Деятельность данного природного памятника в значительной мере тесно связана с работой Д. А. Муравьевой, заслуженного деятеля науки Российской Федерации, доктора фармацевтических наук.

## Структура
Ботанический сад имеет следующую структуру:
- Фармакопейный участок — более 200 видов растений;
- Дендрарий — около 80 видов растений на площади 2,5 гектара;
- Коллекционный питомник (систематический участок по Энглеру) — 110 видов растений;
- Парниковое хозяйство;
- Оранжерея — более 130 видов растений, на площади 200 м².
- Производственный участок.

Всего в саду представлено около 1500 видов и сортов, из них в оранжерее можно наблюдать 80 таксонов, а в коллекции лекарственных растений — 320 видов.
20 видов растений сада, занесены в Красную книгу России, в том числе 3 — относятся к видам, находящимся под угрозой исчезновения.
Основные исследования в ботаническом саду связаны с изучением биологических особенностей и поведение лекарственных растений в условиях культуры и в живой природе. Для ряда видов утверждены положения и инструкции по заготовке, сушке, хранению сырья, выведены агротехнические рекомендации по их возделыванию. Сад используется как учебно-производственная база Пятигорского медико-фармацевтического института. Здесь постоянно организуются экскурсии и уроки биологии для школьников.

## Охрана объекта
Охрана объекта осуществляется Пятигорским медико-фармацевтическим институтом — филиалом ФГБОУ высшего образования «Волгоградский государственный медицинский университет» Минздрава России.